# オリジナルビデオ
オリジナルビデオは、劇場公開や放送を前提としないビデオグラム専用の映画、レンタルビデオ店での貸出用に作られた劇映画をいう。のちにビデオ以外で公開されてもオリジナルビデオである（『銀河英雄伝説』の初回アニメ化板（石黒監督版）など）。中には、劇場公開や放送を前提としながらも諸事情によりパッケージ専用となった映画もあるが、こちらはビデオスルーと呼んで区別している。ネット配信業者が国や地域で独占的に配信する映画やドラマはビデオスルーやOVAを含み配信業者のオリジナル（『Amazonオリジナル』や『Netflixオリジナル』）と配信業者が称している。
略称はOV。その他の通称として、ビデオ映画、Vシネマ、Vシネがある。ここでは主に実写作品について述べる。アニメ作品に関してはOVA（オリジナル・ビデオ・アニメーション）を参照。
オリジナルビデオで扱われるテーマは多種多様であるが、その中でも特に多いのがヤクザ、ギャンブル、エロの3ジャンルである。
オリジナルビデオは、プロモーションのため短期間、単館で劇場公開されることも多く、そうした作品はレンタルビデオ店で劇場公開作品として扱われる。
なお、アニメ作品に関してはOVA（オリジナル・ビデオ・アニメーション）の項目を参照。こちらは上記の実写作品に先立つ1983年にはすでに最初の作品が発売されている。高年齢層向け、エログロが多いなどの共通点もある。

## 名称
黎明期である1990年の『月刊シナリオ』（日本シナリオ作家協会）10月号の「特集 ビデオシネマの可能性と現在」では、「ビデオシネマとは...ビデオのマーケットを主目的に作られた『ビデオの劇作品』を、一般的には『オリジナルビデオ』とか、『オリジナルビデオ映画』『OV』などと呼び、各制作会社はそれぞれの商品名をつけていますが、このジャンル全体を指す適当な呼名はまだ確立していないようなので『ビデオ独自の劇作品部門全体の名称』として編集部で仮につけたタイトルです」と書かれ、ここでは「ビデオシネマ」と呼んでいる。しかしこの特集では執筆者によって呼び方が違い、塩田時敏はビデオ・オリジナル、桂千穂はヴィデオドラマ（Vドラマ）、鴨井達比古（日本シナリオ協会理事）は、オリジナル・ビデオと呼んでいる。他にVオリジナル、ビデオムービーという呼び名もあった。
また、東映のオリジナルビデオレーベル・東映Vシネマを始め、各社が別々の名称、レーベルでオリジナルビデオ映画を発売した（#オリジナルビデオの主なメーカーおよびレーベルを参照）。

## 歴史

### 初期
『AVジャーナル』1990年2月号には「レンタル市場向けとしてオリジナルでビデオムービーを製作・発表したのは、1985年6月1日発売の東芝映像ソフト『若者気分の基礎知識』（監督・山岸弘人／出演・三上博史・高樹沙耶）が最初…当時は映画ストックがまだ大量に残っており、時期尚早だった」などと書かれている。1985年、バンダイのエモーションレーベルが30分の短編ながら早川光監督の『うばわれた心臓』を製作し発売。同年にはオレンジビデオハウスから『ギニーピッグ』シリーズが出されており、これらオリジナルビデオ製作の背景にはスプラッター映画のブームがあった。その他にもアダルトアニメを発売していたワンダーキッズが井筒和幸監督で『コンバってんねん』を出すなど、黎明期のビデオ市場において散発的にオリジナルビデオは発表されていた。
『キネマ旬報』1990年5月下旬号の特集「編集長対談 東映V CINEMA特集」では、「オリジナル・ビデオ映画の登場は1985年からで、この年東芝映像ソフトの『若者気分の基礎知識』『餓鬼魂』、徳間ジャパン『俺ら東京さ行ぐだ』、バンダイ『うばわれた心臓』、V&R『ギニーピッグ 惨殺スペシャル』の5本が製作・発売された。ただしフィルム製作は東芝映像の『餓鬼魂』だけで、残りはビデオ収録。しかし、当時のビデオ市場は作品ストックが豊富にあり、時期早尚であった」などと書かれている。
1989年、東映映画制作部が製作と発売をし、東映ビデオが販売した東映Vシネマがオリジナルビデオを市場として確立する。東映は低迷する日本映画の現状打開のため、映画制作とは別部門が管轄する映画配給にかかる費用を作品制作費に回すことで、低予算ながら劇場公開作品に劣らぬ品質を生み出そうとしたのである。いわゆる大作ではなくプログラムピクチャーをビデオ供給したものであり、東映のこの試みは功を奏し、1990年までに発売した20本の平均売り上げ数2万7千本と1万本でヒットといわれるビデオ業界で大成功を収め、1990年4月からは月に1本、10月からは月2本と量産体制を整え、東映が商標権を保有する（登録商標）「Vシネマ」及び「Vシネ」をオリジナルビデオの略称とする意味合い（商標の普通名称化）で、事実上の代名詞として使用されることも多い。このため、日本映画黄金時代にあたる1960年代から東映映画制作部がお家芸としているヤクザ映画も、この頃を境に劇場公開からVシネマに軸足を移した。配給スケジュールに囚われない制作のしやすさを活かした低予算製作のため、劇場用作品に比べて大量製作が実現できた。
ホラーやアニメ、ヒーロー戦隊物など、オタクと呼ばれる層が広がり市民権を得ていったのは、オリジナルビデオを生み出したビデオレンタルの急成長と時期を同じくする1980年代半ばのこと。

### 流行
東映の成功を追って、1990年代に入り他の映画会社も参入。にっかつが1990年3月15日に「Vフィーチャー」の製作開始を発表し、その第一弾『首都高速トライアル2』は3万本売れた。続いて松竹は1990年12月28日に「SHVシネマ」第1回作品、向井寛監督『女刑事サシバ』を発売し2万3000本売れた。以降、大映が「新映画天国」を出し、様子を窺っていた東宝も「シネパック」を出した。当時、映画会社は自社での劇場用映画の制作を減らしており、これら映画会社がオリジナルビデオをこぞって制作を始めたのは、それまでレンタルビデオのソフト供給源だった劇場用映画のVHS化作品が底を突き始めていたためという事情もあった。とはいえ、外部事業者制作作品が主の東宝作品は、OVに関しても、外部受託に頼りきりで、民放キー局で唯一ビデオ会社との縁が無いテレビ東京が東宝向けの受託制作と発売を行っていた。また、映画会社のみならず、ビデオ会社のジャパンホームビデオや『ミナミの帝王シリーズ』が有名作のケイエスエス、アダルトビデオを制作していたダイヤモンド映像の村西とおるが1990年11月、「日本ビデオ映像」を設立してオリジナルビデオの制作を開始し異様な活気と展開を見せた。
さらには、バブル経済末期ということもあいまって、それまで映画製作に縁のなかった人々までが映画のプロデューサーに近いことをやれるということも魅力と3000万円から4000万という映画としては低予算な理由から殺到し、当時全盛を迎えていたレンタルビデオ市場にオリジナルビデオが投入されていくことになった。
1989年に数本だった製作本数は1990年に60本と急増、1989年～1990年の二年間に19社のメーカーによってオリジナルビデオが発売された。1991年には21社となり、150タイトルがリリース。この1991年はVHSとベータのビデオ戦争がほぼ終わった年で、VHSに統一されたことで普及率も頂点に達し、ビデオ産業の頂点の年ともいわれる。1995年には150本、2000年には年間製作本数が300本を超えるほどの濫造ぶりを見せた。
オリジナルビデオで扱われるテーマは多種多様であったが、その中でも特に多かったのがヤクザ、ギャンブル、エロの3ジャンルで、ホラーや都市伝説モノも一定の支持を集め、のちのジャパン・ホラーブームの下地をつくるなど、その後の映画界発展に大きく貢献したと評価される。
1990年代までは地上波地方局の深夜枠を中心に放送されることもあった。

### 沈静化
しかし、濫作は育ちかけた市場を早期に供給過多に陥らせ、個々の商品の売り上げを落とし、その結果、粗製濫造された商品が出回り、さらに売り上げは落ちていった。製作当初、東映のVシネマは6000万円から7000万円の予算で製作されていたが、2000年頃のオリジナルビデオの制作費は2000万円から3000万円だったと言われる。ピンク映画、アダルトビデオとの関わりが多いエロス系の作品においては予算はさらに切り詰められており、50万～100万円台の作品まで登場している（参考：ピンク映画の一般的な予算は250万～300万円と言われており、最近では200万円台の予算の作品も登場している。この予算枠は機材費やフィルム代、セッティング時間を食われる35ミリ映画時代も大差なかったため、低予算ノウハウがもっとも発達した業界となっている）。

低予算のオリジナルビデオでは、撮影もフィルム撮影からビデオ撮影へと変わり、シリーズ物の製作において、同じスタッフ・出演者で一度のスケジュール拘束で2話・3話とまとめて撮影するという手法が目立った。
2002年辺りからVHSにかわりDVD-Videoが市場に投入され、オンラインDVDレンタルやDVDセルの市場に移行しだした。DVDの場合、1本あたりの小売価格がVHSの10分の1に近いため、作品映像自体の製作費もそれに応じて安くなる傾向が生まれた。

### インターネット配信への移行
2010年代後半になると、レンタルビデオ市場自体が縮小傾向に入り、例えオリジナルビデオであってもネット配信でのビデオ・オン・デマンド（VOD）による視聴が普及していった。具体的にはオリジナルビデオとして分類される関係上、標準画質映像のDVD版だけが発売された少しあと（1ヶ月遅れ程度）に、HDないし4K映像によるネット配信が続く形である。『日本統一』シリーズ（2013年 - ）がその代表格で、DVD発売が先のオリジナルビデオではあるものの、2010年代中盤辺りからからVODでの配信で人気に火がついた。そのため、初期の頃は低予算ではあったものの、シリーズを重ねる毎に製作費の意図的な高騰（地方ロケなど）や映画化を行うようになった。

## オリジナルビデオの主なメーカーおよびレーベル
すでに撤退しているものも含める。
- 東映ビデオ：東映Vシネマ
- にっかつビデオフィルムズ：にっかつビデオフィーチャー
- ジャパンホームビデオ：Vムーヴィー
- 松竹：SHVシネマ
- 大映：新映画天国
- 東宝：東宝シネパック
- GPミュージアムソフト：ミュージアム → オールインエンタテインメント
- レジェンドピクチャーズ：ネクスタシー、シネポップ、リップスほか
- VIP：Vピクチャー
- TMC：MIDNIGHT、TABOO7、JUNKFILM、STAR★DUST、ENGELほか
- ソフトガレージ
- マクザム

### ネット動画配信サービスのオリジナル
- Huluプレミア - Hulu
- Netflixオリジナル - Netflix
- Amazonオリジナル（『Amazon Prime オリジナル』との表記も有り） - Amazonプライム・ビデオ
- YouTube Originals - YouTube
- FODオリジナル - フジテレビオンデマンド
- Paraviオリジナル - Paravi
- ABEMAオリジナル - ABEMAビデオ
- dTVオリジナル（BeeTV制作を含む）- dTV
- ひかりTVオリジナル - ひかりTV

## オリジナルビデオ作品の例
- ネオチンピラ 鉄砲玉ぴゅ〜（1990年）　主演：哀川翔
- 静かなるドンシリーズ　主演：香川照之
- スーパー戦隊Vシネマ（1996年発売の『超力戦隊オーレンジャー オーレVSカクレンジャー」から2008年発売『獣拳戦隊ゲキレンジャーVSボウケンジャー』まではスーパー戦隊VSシリーズのみを取り扱い、2010年からは前年からスーパー戦隊VSシリーズが劇場公開用作品になった代替措置として、その年に放送を終えた作品の後日談を描く『スーパー戦隊・ラストエディション』（『侍戦隊シンケンジャー』（2009年2月15日〜2010年2月7日放送）から『動物戦隊ジュウオウジャー』（2016年2月14日〜2017年2月5日放送）までの『海賊戦隊ゴーカイジャー』（2011年2月13日〜2012年2月19日放送）を除く、全ての作品でリリースされた。また、放送開始・終了から10年を経た作品の後日談を描く『10 YEARS シリーズ』（現在、『忍風戦隊ハリケンジャー』（2002年2月17日〜2003年2月9日放送）『特捜戦隊デカレンジャー』（2004年2月15日〜2005年2月6日放送）『炎神戦隊ゴーオンジャー』（2008年2月17日〜2009年2月8日放送）の後日談がリリースされている。しかし、2018年よりスーパー戦隊VSシリーズとスーパー戦隊・ラストエディションが1つの枠で扱われるようになり、東映Vシネマの新レーベル『Vシネクスト』で期間限定上映・DVD発売という流れになった。（該当作品『宇宙戦隊キュウレンジャーVSスペース・スクワッド』『ルパンレンジャーVSパトレンジャーVSキュウレンジャー』『魔進戦隊キラメイジャーVSリュウソウジャー』『テン・ゴーカイジャー』）
- 真・仮面ライダー 序章（1992年）
- 仮面ライダーW RETURNS（2011年）
- 宇宙刑事 NEXT GENERATION（2014年）
- 鎧武外伝（2015年）
- ドライブサーガ（2016年）
- ゴースト RE:BIRTH 仮面ライダー スペクター
- 仮面ライダーエグゼイド トリロジー アナザー・エンディング（2018年、DVD発売に先駆け劇場公開）
- ビルド NEW WORLD（2019年、東映Vシネマ内のレーベル「Vシネクスト」から期間限定上映・DVD発売）
- 仮面ライダージオウ NEXT TIME ゲイツ、マジェスティ
- ゼロワン Others
- ビーロボカブタック クリスマス大決戦!!（1997年）
- テツワン探偵ロボタック&カブタック 不思議の国の大冒険（1998年）
- 燃えろ!!ロボコンVSがんばれ!!ロボコン（1999年）
- ウルトラシリーズ
  - ウルトラマンG（1990〜1991年、一部編集され劇場公開され、テレビ放送あり）
  - ウルトラマンパワード（1993〜1994年、のちにテレビ放送された。）
  - ウルトラマンネオス（2000〜2001年、のちにテレビ放送された。）
  - ウルトラマンティガ外伝 古代に蘇る巨人（2001年）
  - ウルトラマンダイナ 帰ってきたハネジロー（2001年）
  - ウルトラマンガイア ガイアよ再び（2001年）
  - ウルトラQ怪獣伝説 万城目淳の告白（2005年）
  - ウルトラマン怪獣伝説 40年目の真実（2005年）
  - ウルトラマンメビウス外伝 アーマードダークネス（2008年）
  - ウルトラマンメビウス外伝 ゴーストリバース（2009年）
  - ウルトラ銀河伝説外伝 ウルトラマンゼロVSダークロプスゼロ（2010年）
  - ウルトラマンゼロ外伝 キラー ザ ビートスター(2011年)
  - ウルトラセブン（1998〜2002年）
- ブラック・ジャック（1996年）シリーズ　主演：隆大介
- 難波金融伝・ミナミの帝王シリーズ
- ガチバンシリーズ
- XX（ダブルエックス）シリーズ
- 借王（シャッキング）シリーズ[31]
- Zero WOMAN（ゼロ・ウーマン・0課の女）シリーズ
- 首都高速トライアルシリーズ
- 修羅がゆくシリーズ　主演：哀川翔
- 首領への道シリーズ　主演：清水健太郎
- 白竜シリーズ　主演：白竜
- 仁義シリーズ　主演：竹内力
- 日本統一シリーズ　主演：本宮泰風・山口祥行
- 極道の紋章シリーズ　主演：白竜
- 喧嘩の極意シリーズ　主演：小笠原大晃
- オールナイトロングシリーズ（『オールナイトロング2』から）
- けっこう仮面シリーズ
- 喧嘩の花道シリーズ　主演：やべきょうすけ
- 勝手にしやがれ!!シリーズ
- 岸和田少年愚連隊・「カオルちゃん」シリーズ - 他の「岸和田少年愚連隊」シリーズは同項参照
- DEAD OR ALIVEシリーズ - 劇場公開作品でもある。
- 狂犬と呼ばれた男たちシリーズ
- 恐怖新聞
- 東京フレンズ
- RAY
- 龍が如く
- ギニーピッグ
- 呪怨シリーズ - 最初の2作とアメリカ（ハリウッド）版3作目『呪怨/ザ・グラッジ3』のみ。
- こっくりさん 日本版
- 心霊2002
- 怪異伝承 鬼殻村
- 普通の人々
- 地球防衛少女イコちゃん
- 竹中直人の放送禁止テレビ - バラエティーがビデオ作品化するという珍しい例
- エコエコアザラク
- ぱちんこバトルロワイヤル
- 牝牌シリーズ
- 黒い下着の女教師 - フランス書院文庫の映像化作品。
- 恐怖の訪問者
- スピーシーズ3 禁断の種 - 米本国ではオリジナルビデオだったが、日本では劇場にて特別上映。
- ミミックIII - 2作目はTVムービー
- ザ・マークスマン - ウェズリー・スナイプス主演。2006年に劇場公開。
- アート・オブ・ウォー2 - ウェズリー・スナイプス主演。2009年に劇場公開。
- インビジブル2 - クリスチャン・スレーター主演。2006年に劇場公開。
- ラストサマー3
- ナポレオン・ダイナマイト
- テディです! TEDDY DEATH
- 北斗の拳 韓国版 - 韓国にて無許可で制作したため日本では未発売
- 湾岸ミッドナイト9101シリーズ

### ネット配信サービス発のオリジナルビデオ
- HITOSHI MATSUMOTO presents ドキュメンタル - Amazonプライム・ビデオにて配信されているお笑いドキュメンタリー番組。『Amazonプライム・ビデオ』限定で配信されている。